# Agent triple
Agent triple (títol original en francès: Triple Agent) és una pel·lícula francesa d'Éric Rohmer, en coproducció amb Itàlia, Espanya, Grècia i Rússia, estrenada l'any 2004. Ha estat subtitulada al català.

## Argument
L'any 1936, el jove general rus Fiodor vivia a l'exili a París. Treballa amb una associació tsarista de militars russos blancs, però simpatitza amb els seus veïns comunistes. La seva esposa grega Arsinoé pinta i viu separada de la política. Però Fiodor no sabria alegrar-se d'aquesta existència plàcida: juga a l'espia. A força de negociar aliances amb els uns i els altres, encara no sap si serveix els interessos dels Blancs, de Stalin o d'Hitler? Fins i tot Arsinoé, que l'estima tendrament, comença a tenir dubtes. I quan el superior de Fiodor és segrestat per desconeguts, ja és massa tard...
L'home que somiava poder frustrar tots els paranys acabarà víctima de la seva il·lusió de domini. Pel que fa a la dona que pensava poder quedar fora de la història, ella quedarà atrapada de la manera més terrorífica.

## Repartiment
- Katerina Didaskalou: Arsinoe
- Serge Renko: Fiodor Voronin
- Cyrielle Clair: Maguy
- Grigori Manukov: Boris
- Dimitri Rafalsky: General Dobrinsky

## Banda sonora
- Dmitri Xostakóvitx
  - Cançó dels joves treballadors, lletra francesa de Jeanne Perret, interpretada per la Coral Popular de París
  - Quartet n° 8, interpretat pel Rubio String Quartet
  - La Trobada, lletra russa de Boris Kornilov (llegendes — Vladimir Korninov)

## Premis i nominacions
- Selecció oficial al Festival de Berlín de 2004[cal citació]

## Producció
Segons el dossier de premsa, el film ha inspirat de l'afer Miller-Skobline: el rapte a París el 22 de setembre de 1937 del general Evgueni Miller, president de la Unió dels ancians combatents russos a l'estranger, organitzat potser pel general Nikolaï Skobline (rus exiliat), del qual la culpabilitat no ha mai estat totalment provada. La dona de Skobline, la cèlebre cantant russa Nadejda Vinikova (dita « la Plevitskaia »), va ser condemnada a 20 anys de treballs forçats, i va morir a la presó l'any 1940 El rodatge va tenir lloc sobretot als estudis SETS de Stains